# Osceola Mills, Pennsylvania
Osceola Mills, Pennsylvania (енгл. Osceola Mills) град је у америчкој савезној држави Пенсилванија.

## Демографија
По попису из 2010. године број становника је 1.141, што је 108 (-8,6%) становника мање него 2000. године.
| Група             | 2000.         | 2010.         |
| Белци             | 1.234 (98,8%) | 1.107 (97,0%) |
| Афроамериканци    | 0 (0,0%)      | 2 (0,2%)      |
| Азијати           | 2 (0,2%)      | 4 (0,4%)      |
| Хиспаноамериканци | 9 (0,7%)      | 14 (1,2%)     |
| Укупно            | 1.249         | 1.141         |